# Jajanmugli, Basavakalyan
Jajanmugli là một làng thuộc tehsil Basavakalyan, huyện Bidar, bang Karnataka, Ấn Độ.